# Derek Smethurst
Derek John Smethurst, más conocido como Derek Smethurst (Durban, Sudáfrica, 24 de octubre de 1947), es un exfutbolista sudafricano que se desempeñó como delantero en clubes como el Chelsea FC y el Millwall FC.

## Clubes

### Profesional
| Club               | País           | Año         |
| ------------------ | -------------- | ----------- |
| Durban City        | Sudáfrica      | 1967 - 1968 |
| Chelsea FC         | Inglaterra     | 1968 - 1971 |
| Millwall           | Inglaterra     | 1971 - 1974 |
| Tampa Bay Rowdies  | Estados Unidos | 1975 - 1978 |
| San Diego Sockers  | Estados Unidos | 1978        |
| Seattle Sounders   | Estados Unidos | 1979 - 1980 |
| Carolina Lightnin' | Estados Unidos | 1982        |

### Indoor
| Club              | País           | Año         |
| ----------------- | -------------- | ----------- |
| Seattle Sounders  | Estados Unidos | 1980 - 1981 |
| Memphis Americans | Estados Unidos | 1981 - 1982 |

## Palmarés

### Campeonatos nacionales
| Título | Club       | País       | Año     |
| ------ | ---------- | ---------- | ------- |
| FA Cup | Chelsea FC | Inglaterra | 1969-70 |

### Copas internacionales
| Título           | Club       | País       | Año     |
| ---------------- | ---------- | ---------- | ------- |
| Recopa de Europa | Chelsea FC | Inglaterra | 1970-71 |